# Andersonita
L'andersonita és un mineral de la classe dels carbonats. Rep el seu nom de Charles A. Anderson (1902-1990), geòleg nord-americà de la US Geological Survey.

## Característiques
L'andersonita és un carbonat de fórmula química Na₂Ca(UO₂)(CO₃)₃(H₂O)₆. Cristal·litza en el sistema trigonal. Es troba en forma d'eflorescències a les parets de les mines. Els cristalls són romboèdrics, pseudocúbics o aplanats i amb complexos desenvolupaments, d'aproximadament 1 cm; típicament en crostes cristal·lines i granular. La seva duresa a l'escala de Mohs és 2,5.
Segons la classificació de Nickel-Strunz, l'andersonita pertany a «02.ED: Uranil carbonats, amb relació UO₂:CO₃ = 1:3» juntament amb els següents minerals: bayleyita, swartzita, albrechtschraufita, liebigita, rabbittita, grimselita, widenmannita, znucalita, čejkaïta i agricolaïta.

## Formació i jaciments
És un mineral secundari poc comú, format a la zona oxidada de dipòsits polimetàl·lics hidrotermals que contenen urani; pot ser posterior als treballs de mineria, revestint les parets dels túnels de les mines. Sol trobar-se associada a altres minerals com: swartzita, schröckingerita, guix i bayleyita. Va ser descoberta l'any 1948 a la mina Hillside, a Bozarth Mesa, Bagdad (Arizona, Estats Units). Als territoris de parla catalana ha estat descrita a la mina Eureka (Castell-estaó, Lleida).